# Samuel Coleridge-Taylor

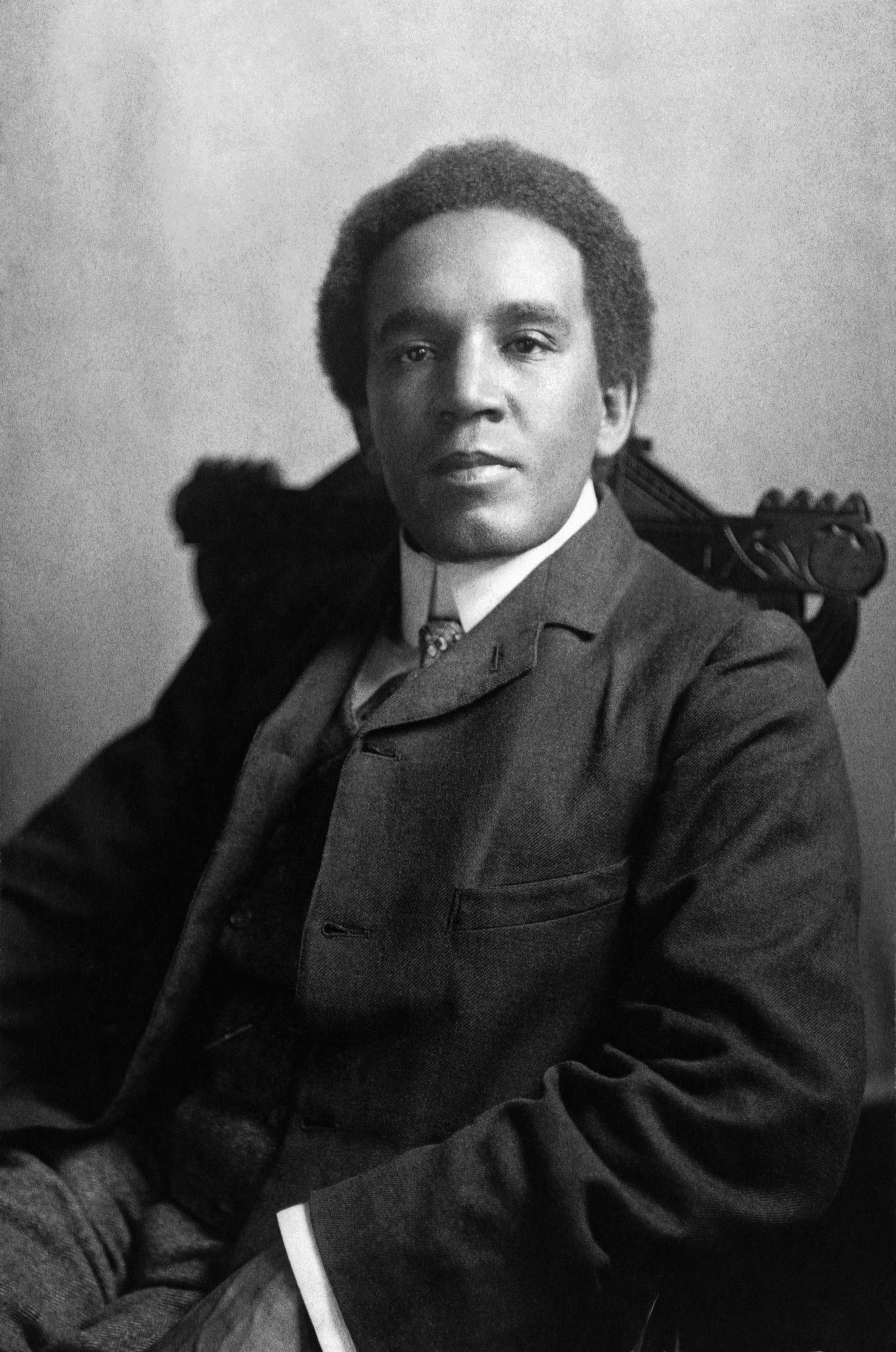
Samuel Coleridge-Taylor

Samuel Coleridge-Taylor (Holborn Londen, 15 augustus 1875 - Croydon, Londen, 1 september 1912) was Brits componist en dirigent. Hij was geliefd onder de Afro-Amerikanen op zijn reizen naar de Verenigde Staten. In New York kreeg hij van het overwegend blanke orkest de bijnaam Black Mahler.

## Biografie
Coleridge (zoals hij genoemd werd) was een nakomeling van Daniel Peter Hughes Taylor, een Krio uit Sierra Leone en de Engelse Alice Hare Martin. Voordat Samuel geboren was moest Taylor weer naar Afrika en Samuel werd dus grotendeels opgevoed door zijn moeder en haar vader Benjamin Holmans. Een zoon van hem was ook musicus. Coleridge ging vanuit Croydon viool studeren aan het Royal College of Music in Londen, later ook compositie bij Charles Villiers Stanford . Hij trouwde Jessie Walmisley, een medestudente aan het RCM in 1899, tegen de zin van haar ouders; deze waren tegen een gemengd huwelijk. Uit dit huwelijk kwamen zoon Hiawatha (1900-1980) en dochter Gwendolyn, roepnaam Avril (1903-1998). Coleridge staat te boek als een verlegen man, maar dat verdween als hij aan het dirigeren sloeg. Hij had qua inkomsten te lijden onder het toenmalige regime van muziekuitgeverijen, die de royalty's vaak zelf hielden onder het mom dat zij ook het risico van investeren hadden genomen. Coleridge overleed op 37-jarige leeftijd aan longontsteking. Zijn weduwe liet weten geen geld te hebben en daardoor liet koning George V van Engeland haar een uitkering geven van 100 Pond sterling per jaar op grond van zijn bewondering voor de componist. Ter nagedachtenis aan Coleridge werd in 1912 een concert gegeven alwaar 300 pond sterling werd ingezameld. Daarnaast kreeg zij op bescheiden schaal nog royalty's.

## Muziek
Nog voordat hij in het huwelijk trad werd zijn muzikaal talent ontdekt. In 1896 verscheen zijn eerste werk. De Britse muziekuitgeverij Novello vond zijn werk zo goed, dat ze hem aanmeldden bij Edward Elgar voor verdere hulp. Elgar adviseerde het Three Choirs Festival aan werken van Coleridge op het programma te zetten en gaf de première van Ballade in a. Zijn ster steeg aan het firmament, hij kon in 1904 naar de Verenigde Staten. Dit had een slecht effect op zijn huwelijk. Hij ging met zijn muziek terug naar zijn Afrikaanse roots, mede onder invloed van de schrijver Paul Laurence Dunbar.
Zijn bekendste werk is Hiawatha’s Wedding feast (1898), een cantate die in die dagen in populariteit alleen werd voorbijgestreefd door Messiah van Händel en Elias van Mendelssohn. Er volgde een hele serie werken over Hiawatha: The Death of  Minnehaha (1899), Overture to the Song of Hiawatha (1899) en Hiawatha’s Departure (1900), onder de verzameltitel The Song of Hiawatha opus 30. Royalty's hiervoor kreeg hij niet; hij had de rechten al verkocht. Tussen 1928 en 1939 werd Hiawatha tien keer als ballet opgevoerd met 200 dansers en een koor variërend van 600 tot 800 man/vrouw onder leiding van Sir Malcom Sargent.
Hij componeerde in allerlei genres van kamermuziek tot symfonie. Naast de Hiawatha-serie bleven vooral zijn vioolconcert, African dances, Petite suite de concert en andere werken voor viool populair. The Legend of Kubla Khan is een toonzetting van een gedicht van Samuel Taylor Coleridge, zijn bijna naamgenoot.
Na de Tweede Wereldoorlog raakte hij in de vergetelheid, maar in 1999 kwam hij weer in de belangstelling toen een aantal werken teruggevonden werd waarvan gedacht werd dat ze verdwenen waren. Dit nonet, pianotrio en pianokwintet kregen alsnog een postume première. Ook later werden werken van hem teruggevonden, waaronder de opera in drie acten Thelma, ook bekend onder de naam The Amulet, aangezien Thelma in de gehele opera niet voorkomt.